# Brocklebank Line
Die britische Reederei Brocklebank Line bestand von 1801 bis 1970

## Geschichte
Gegründet wurde die Reederei im Jahr 1801 als Thos. & Jno. Brocklebank in Whitehaven. Das Unternehmen konzentrierte sich anfangs auf den Kohlehandel mit Segelschiffen. Nach der Aufhebung des Indienhandelmonopols der Britischen Ostindien-Kompanie im Jahr 1813 begann sich Brocklebank auch in diesem Fahrtgebiet zu engagieren. Zwar entwickelte sich Indien und seine weitere Umgebung in der Folge zum Hauptbetätigungsfeld der noch jungen Reederei, sie bediente aber auch die Gebiete Nord- und Südamerika sowie die Karibik. 1819 zog das Unternehmen von Whitehaven nach Liverpool, das daraufhin zum Haupthafen der Brocklebank-Flotte wurde. 1858 nahm die Reederei  einen Dienst nach den chinesischen Vertragshäfen auf und beendete zwei Jahre darauf den Brasilienhandel.
Bemerkenswerterweise setzte die Reederei Brocklebank ihren Indiendienst um das Kap der guten Hoffnung auch nach der Eröffnung des Sueskanal im Jahr 1869 fort. Erst 1889 setzte das Unternehmen sein erstes Dampfschiff in Fahrt und betrieb aber noch bis 1901 Segelschiffe. Nachdem Brocklebank 1906 einen Teil der Anteile der von David Jenkins & Company betriebenen Shire Line übernommen hatte, übertrug man fünf Schiffe auf den Großbritannien-Japan-Dienst dieser Reederei. Schon 1907 wurden Jenkins restliche Anteile von der Royal Mail Steam Packet Company erworben, die 1911 auch Brocklebanks Anteile an der Shire Line übernahm. Im selben Jahr verkaufte Brocklebank seine eigenen Anteile an einige der Mitglieder des Vorstands der Reederei Cunard, die noch im selben Jahr auch die Anchor Line erwarben und aus beiden die Reederei Anchor-Brocklebank Limited formten. 1916 wurde auch die in Sunderland beheimatete Well Line von Tyzack & Branfoot gekauft und eingegliedert und 1920 stellte die Reederei mit der Fullagar das weltweit erste vollständig geschweißte Seeschiff in Dienst.
Im Zweiten Weltkrieg gingen bis 1945 alle Schiffe bis auf elf verloren. Schwerer wog jedoch die Unabhängigkeit der Staaten Indien und Pakistan zwei Jahre nach Kriegsende, denn deren Handelsbeschränkungen reduzierten Brocklebanks Handelsvolumen in diese Staaten um mehr als die Hälfte. Die Schließung des Sueskanals vom Juni 1967 bis zum Januar 1971 und der folgende Jom-Kippur-Krieg zwischen Ägypten und Israel zwangen die in diesem Fahrtgebiet operierenden Reedereien zu einem Umweg von rund 5000 Seemeilen um das Kap der guten Hoffnung. Aber erst die ab Ende der 1960er Jahre einsetzende Containerisierung beendete Brocklebanks Dienste nach Indien endgültig.
Im Jahr 1968 legte Cunard seine Frachtschiffsabteilung mit der Brocklebanks in einem gemeinsamen Pool unter dem Namen Cunard-Brocklebank Limited zusammen. 1970 gliederte Cunard dann alle weiteren Tochtergesellschaften (Cunard-Brocklebank, Port Line, Moss Tankers und Offshore Marine) in der Dachgesellschaft Cunard Cargo Shipping Services Limited zusammen. Cunard-Brocklebank und die anderen herkömmlich betriebenen Frachtdienste fuhren aber nur Verluste ein, woraufhin sich Cunard aus dem Frachtgeschäft herauszog. Die letzten beiden Schiffe in Brocklebank-Farben wurden 1983 verkauft.